# Marco Antonio Rubio
Marco Antonio Rubio (Torreón, 16 giugno 1980) è un pugile messicano.
Soprannominato El Veleno (in italiano "il veleno"), ha un record di 58-6-1 (50 KO).
Il 19 dicembre Archiviato il 24 dicembre 2013 in Internet Archive. è stato designato dalla WBC come cosfidante al Titolo Intermin dei Pesi Medi insieme a Domenico Spada.

## Il titolo dei medi
Il 21 febbraio 2009 Marco Antonio Rubio ha affrontato Kelly Pavlik per il titolo di campione indiscusso dei medi (in precedenza erano stati messi in palio i titoli The Ring, WBC e WBO dei pesi medi). Si è dovuto arrendere per KO tecnico alla 9ª ripresa.
Aveva conquistato il titolo di contendente sconfiggendo Enrique Ornelas il 18 ottobre 2008 ad Atlantic City.
Nel febbraio del 2012 ha provato un nuovo assalto al Titolo Mondiale WBC dei pesi medi, perdendo ai punti contro Julio César Chávez Jr..